# Akantussläktet
Akantussläktet (Acanthus) är ett växtsläkte inom familjen akantusväxter som innehåller cirka 30 arter. Några arter kan odlas som trädgårdsväxter i södra Sverige.
Arterna förekommer främst i torra och klippiga regioner kring Medelhavet. Bladen kan vara lång och smal med en längd upp till 90 cm eller oval. Beroende på art är blommorna vita, gula, gröna, rosa eller purpur.